# Ros Kelly
Ros Kelly   (Sydney, 25 de gener de 1948) (AO, nascuda Roslyn Joan Raw) és una antiga membre de la Cambra de Representants d'Austràlia, que va representar la Divisió de Canberra del 18 d'octubre de 1980 al 30 de gener de 1995. Va ser ministra en els governs de Bob Hawke i Paul Keating.

## Biografia
Kelly és filla de Michael i Patricia Raw. Va estudiar a la Universitat de Sídney i va obtenir el títol de mestra el 1968 i va treballar com a professora de secundària des de 1969 fins a 1974. Kelly va ser triada membre de la llavors Cambra de l'Assemblea del Territori de la Capital d'Austràlia com a membre de Canberra el 1974. Va ser membre de l'assemblea fins a 1979.
Kelly va ser triada membre de la Cambra de Representants el 1980. El 1983, va ser la primera diputada federal australiana a donar a llum mentre ocupava el càrrec. El 1987, es va convertir en la primera ministra de la Cambra de Representants, quan va ser nomenada Ministra de Ciència i Personal de Defensa. Posteriorment va dur les carteres de Comunicacions i Suport a l'Aviació 1988–90; Arts, Esports, Medi Ambient, Turisme i Territoris 1991–93; Medi Ambient, Esport i Territoris 1993–94; i Arts, Esport, Medi Ambient, Turisme i Territoris 1994–95. També va ser Ministra Assistent del Primer Ministre de la Condició Jurídica i Social de la Dona fins a 1994.
Va quedar retratada arran de l'anomenat "rorts affair", quan va revelar que els fons esportius es van repartir en una discussió en grup al voltant d'una "gran pissarra" en la seva oficina. Va dimitir del ministeri el 28 de febrer de 1994 i del parlament 11 mesos després el 30 de gener de 1995. El 25 de març de 1995 va perdre l'escó de Canberra davant el Partit Liberal de l'oposició.
Des que va deixar la política, Kelly ha treballat com a executiva de gestió ambiental i com a directora d'una sèrie d'organitzacions sense ànim de lucre. Actualment, és presidenta del consell d'administració de la National Breast Cancer Foundation.

## Vida personal i honors
Kelly està casada amb David Morgan, l'antic conseller delegat de Westpac. Antigament va estar casada amb el periodista Paul Kelly, el cognom del qual ha conservat.
Kelly va ser nomenada Oficial (AO) de l'Orde d'Austràlia El 2004 per a prestar serveis a la comunitat mitjançant la promoció de la responsabilitat ambiental corporativa i el foment del diàleg entre els grups empresarials i de conservació, el Parlament australià i la salut de la dona.
Quan era ministra d'Arts, Esports, Medi Ambient, Turisme i Territoris, Kelly va donar suport a la investigació a l'Àrea del Patrimoni Mundial de Riversleigh i va ser honrada per això en el nom d'una nova espècie Priscileo roskellyae el 1997.